# Bitter Sweet Symphony
"Bitter Sweet Symphony" er en sang af det britiske alternative rockband The Verve. Det er det første nummer på deres tredje studiealbum, Urban Hymns (1997). "Bitter Sweet Symphony" blev udgivet i juni 1997 via Hut Recordings som den første single fra albummet, og den nåede nummer to på UK Singles Chart og den var på hitlisten i tre måneder. Sangen blev udgivet som single den 3. marts 1998 via Virgin Records America, hvilket var med til at få sangen op som nummer 12 på Billboard Hot 100.
I den tilhørende musikvideo ses Richard Ashcroft synge sangen mens han går ned af en travl gade i London, uvidende om hvad der foregår omkring ham og gående i den samme retning hele videoen igennem.Ved 1998-udgaven af Brit Awards blev "Bitter Sweet Symphony" nomineret til prisen for Bedste Britiske Single og ved 1998 MTV Video Music Awards blev den nomineret til Video of the Year, Best Group Video og Best Alternative Video. I 1999 blev sangen nomineret til Grammy Award for Best Rock Song.
"Bitter Sweet Symphony" er baseret på et sample fra Andrew Loog Oldham orkestercover af The Rolling Stones' sang "The Last Time". Indehaveren af forlagsrettighederne til Rolling Stones’ sange, ABKCO, ejet af Rolling Stones’ manager Allen Klein, mente dog, at Richard Ashcroft og Verve havde brudt aftalen om, hvor meget, der måtte samples fra Oldhams orkesterversion. Efter et juridisk slagsmål blev Mick Jagger og Keith Richards tilføjet som sangskrivere på sangen og royalties fra sangen frataget Ashcroft. I maj 2019 meddelte Ashcroft dog, at Jagger og Richards havde frafaldet deres rettigheder som sangskrivere og deres ret til royalties.

## Hitlister
| hitliste (1997–98)                   | Højeste placering |
| ------------------------------------ | ----------------- |
| Australia (ARIA)                     | 11                |
| Austria (Ö3 Austria Top 40)          | 15                |
| Belgium (Ultratop 50 Flanders)       | 21                |
| Belgium (Ultratop 50 Wallonia)       | 18                |
| Canada (RPM)                         | 5                 |
| Canada Alternative 30 (RPM)          | 1                 |
| Finland (Suomen virallinen lista)    | 6                 |
| France (SNEP)                        | 16                |
| Germany (Official German Charts)     | 37                |
| Ireland (IRMA)                       | 3                 |
| Italy (FIMI)                         | 2                 |
| Netherlands (Dutch Top 40)           | 13                |
| New Zealand (RIANZ)                  | 15                |
| Norway (VG-lista)                    | 9                 |
| Sweden (Sverigetopplistan)           | 10                |
| Switzerland (Schweizer Hitparade)    | 15                |
| UK Singles (Official Charts Company) | 2                 |
| US Billboard Hot 100                 | 12                |
| US Mainstream Top 40 (Billboard)     | 23                |
| US Alternative Songs (Billboard)     | 4                 |
| US Adult Pop Songs (Billboard)       | 8                 |

| Hitliste (1998)             | Placering |
| --------------------------- | --------- |
| US Billboard Hot 100        | 79        |
| Canada Alternative 30 (RPM) | 27        |